# Гідрати

Гідратація катіона Na^{+}

Гідра́ти — сольватні комплекси, які містять зв'язані молекули води, що можуть входити до їхньої структури. 
Координування молекул води відбувається через донорно-акцепторну взаємодію: атом Оксигену у молекулі води має неподілені пари електронів, на ньому зосереджується частково негативний заряд, тому він може притягатися до позитивно заряджених частинок-катіонів (зазвичай, ними є метали), які утворюються у розчині внаслідок дисоціації.

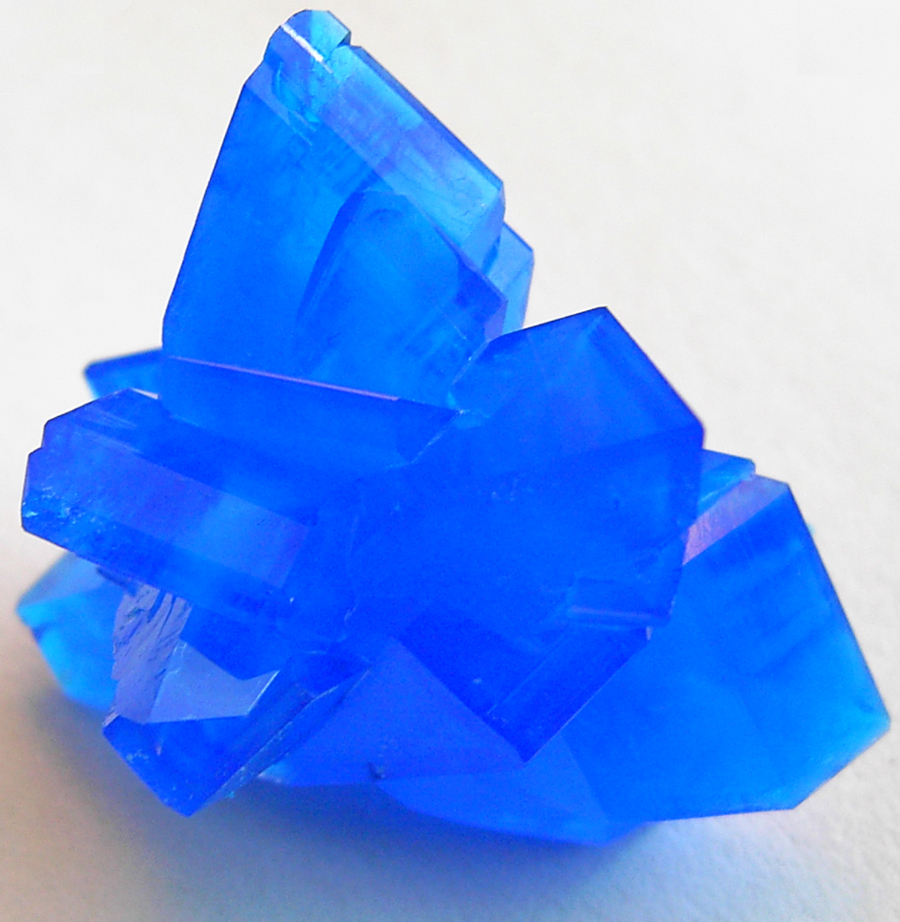
Кристалогідрат CuSO_{4}·5H_{2}O

Як правило, гідрати є нестійкими сполуками, що легко розкладаються при випарюванні розчину. Однак, існують і такі гідрати, що утримують молекули води у своїй кристалічній структурі і виділяються з розчинів у формі кристалогідратів. Кристалогідрати характерні також для природних горючих газів.

У водних розчинах катіони багатозарядних металів завжди утворюють аквакомплекси, які, на відміну від гідратів, мають чітко визначену кількість координованих молекул води (відповідно до координаційного числа металу-комплексоутворювача): [Be(H2O)4]2+, [Co(H2O)6]2+ тощо. Аквокомплекси відрізняються від кристалогідратів міцнішим зв'язком між молекулами H2O та металом. Окрім того, молекули води можуть бути одночасно координованими у комплексі та кристалі: [Fe(H2O)6]SO4·2H2O.